# Lag (1990:582) om koldioxidskatt
Lag om koldioxidskatt (1990:582 ), var en svensk lag med en punktskatt som tas ut på bränslen baserat på deras kolinnehåll. Den var ett ekonomiskt styrmedel som syftade till att minska användningen av fossila bränslen och därmed minska utsläppen av växthusgaser. Skatten var en av de första koldioxidskatterna i världen. 1995 ersattes lagen genom Lagen (1994:1776) om skatt på energi.

## Historik
Regeringen Carlsson föreslog, i samband med de andra krispaketen efter regeringsombildningen, den 17 april 1990 en koldioxidskatt i proposition 1989/90:111 om reformerad mervärdeskatt m.m. och att den skulle träda i kraft 1 januari 1991. Propositionen föranledde en mängd motioner. Miljöpartiet, som även före propositionen motionerat om att en lag skulle träda i kraft tidigare, lämnade en motion via Claes Roxbergh som föreslog att tidigarelägga skatten. Efter behandling i betänkandet 1989/90:SkU31 infördes koldioxidskatten genom Lag (1990:582) om koldioxidskatt 14 juni 1990. Detta gjorde att Sverige var ett av de första länderna med koldioxidskatt i världen.
När den infördes var skatten 25 öre/kg koldioxid.
Under de kommande åren finjusterades lagen genom en rad ändringar.
1995 ersattes lagen genom Lagen (1994:1776) om skatt på energi, som trädde i kraft 1995-01-01, samtidigt som Sverige anslöt sig till Europeiska unionen.

## Lagens utformning
Lagen specificerade att koldioxidskatt skulle tas ut på bränslen baserat på deras kolinnehåll. Detta inkluderade:
- Fossila bränslen som kol, olja och fossilgas.
- Motorbränslen, med undantag för metanol och etanol.

Skatten beräknades per viktenhet eller volymenhet, enligt en bilaga till lagen. Specifika skattesatser angavs för olika bränsletyper:
- Kol beskattades med 832 kr per ton.
- Motorbränslen, fotogen, eldningsoljor med mera beskattades med 957 kr per kubikmeter.
- Fossilgas beskattades med 707 kr per 1000 kubikmeter.
- Gasol för fordon beskattades med 50 öre per liter, och för annat ändamål med 998 kr per ton.

För skattepliktiga bränsleblandningar togs skatten inte ut på den del som består av vegetabiliska eller animaliska fetter eller oljor, eller metyl- eller etylestrar av fettsyror från sådana fetter eller oljor.
Skattesatsen för bränslen planerades att årligen justeras fram till och med 1998, och därefter behålla 1998 års nivåer.